# Allodia perolla
Allodia perolla är en tvåvingeart som beskrevs av Eberhard Plassmann 1972. Allodia perolla ingår i släktet Allodia och familjen svampmyggor. Inga underarter finns listade i Catalogue of Life.